# PGC 3087893
LEDA/PGC 3087893 ist eine Galaxie im Sternbild Perseus am Nordsternhimmel. Sie ist schätzungsweise 346 Millionen Lichtjahre von der Milchstraße entfernt und hat einen Durchmesser von etwa 60.000 Lichtjahren. Vom Sonnensystem aus entfernt sich das Objekt mit einer errechneten Radialgeschwindigkeit von näherungsweise 7.600 Kilometern pro Sekunde.

## Galaktisches Umfeld
| Nr. | Galaxie                 | Alternativname            | Rek           | Dek           | Distanz/asec |
| --- | ----------------------- | ------------------------- | ------------- | ------------- | ------------ |
| →   | LEDA/PGC 3087893        | 2MASX J02440658+4138477   | 02h44m06.591s | +41d38m48.39s | 0            |
| 1   | LEDA/PGC 2185547        | 2MASX J02435462+4142336   | 02h43m54.60s  | +41d42m33.7s  | 262.63       |
| 2   | LEDA/PGC 10345          | CGCG 539-087              | 02h43m54.48s  | +41d26m40.5s  | 740.22       |
| 3   | LEDA/PGC 213068         | UGC 2187                  | 02h43m12.199s | +41d30m52.17s | 774.26       |
| 4   | NGC 1040/1053           | LEDA/PGC 10298            | 02h43m12.44s  | +41d30m02.2s  | 803.70       |
| 5   | LEDA/PGC 2185940        | WISEA J024512.76+414404.3 | 02h45m12.81s  | +41d44m04.6s  | 806.45       |
| 6   | 2MASX J02433496+4153418 | WISEA J024334.95+415342.2 | 02h43m34.97s  | +41d53m42.1s  | 961.30       |
| 7   | LEDA/PGC 10312          | UGC 2194                  | 02h43m26.66s  | +41d24m24.4s  | 973.46       |